# Mesanthura albolineata
Mesanthura albolineata är en kräftdjursart som beskrevs av Barnard 1925. Mesanthura albolineata ingår i släktet Mesanthura och familjen Anthuridae. Inga underarter finns listade i Catalogue of Life.